# Campo de concentración de Trawniki
El campo de concentración de Trawniki fue establecido por la Alemania nazi en la aldea de Trawniki, a unos 40 kilómetros al sureste de Lublin durante la ocupación de Polonia en la Segunda Guerra Mundial. A lo largo de su existencia, el campamento cumplió una doble función. Se organizó en los terrenos de la antigua refinería de azúcar polaca de la Región Industrial Central, y se subdividió en al menos tres zonas distintas.
El campo de Trawniki se abrió por primera vez después del estallido de la guerra con la URSS, destinado a mantener prisioneros de guerra soviéticos, con líneas ferroviarias en todas las direcciones principales en el territorio del Gobierno General. Entre 1941 y 1944, el campo se expandió para ser una instalación de entrenamiento de las SS para colaboradores de la policía auxiliar, principalmente ucranianos. Y en 1942, también se convirtió en el campo de trabajos forzados para miles de judíos dentro del sistema de subcampos de KL Lublin. Los reclusos judíos de Trawniki proporcionaron mano de obra esclava a las plantas industriales improvisadas de SS Ostindustrie para trabajar en condiciones terribles con poca comida.
Había 12,000 judíos encarcelados en Trawniki en 1943 clasificando conjuntos de ropa entregados desde ubicaciones del Holocausto. Todos fueron masacrados durante la Aktion Erntefest del 3 de noviembre de 1943 por las unidades auxiliares de hombres trawniki estacionados en el mismo lugar, ayudados por el Batallón 101 de la Policía de Reserva de Orpo. El primer comandante del campamento fue Hermann Hoefle, reemplazado por Karl Streibel.

## Campo de concentración
El campamento nazi alemán en Trawniki se estableció por primera vez en julio de 1941 para mantener a prisioneros de guerra capturados en el este de Polonia, ocupada por los soviéticos, después de la implementación de la Operación Barbarroja. Los nuevos cuarteles detrás de la cerca de alambre de púas fueron erigidos por los mismos prisioneros. En 1942, el campo se amplió para incluir el SS-Arbeitslager destinado a los judíos polacos de todo el Gobierno General. En un año, bajo la dirección de Gauleiter Odilo Globocnik, el campo incluyó una serie de talleres de trabajo forzado como la planta de procesamiento de pieles (Pelzverarbeitungswerk), la fábrica de cepillos (Bürstenfabrik), el acabado de las cerdas (Borstenzurichterei) y la nueva sucursal de Das Torfwerk en Dorohucza.
Los judíos que trabajaron allí desde junio de 1942 hasta mayo de 1944 como trabajo forzado para el esfuerzo de guerra nazi fueron traídos del gueto de Varsovia, así como guetos de tránsito seleccionados en toda Europa (Alemania, Austria, Eslovaquia) bajo la Operación Reinhard, y desde septiembre de 1943 como parte del sistema de subcampos de campos de concentración Majdanek, como el campo de concentración de Poniatowa y muchos otros.

## Campo de entrenamiento de Trawniki
Desde septiembre de 1941 hasta julio de 1944, la instalación sirvió como base de entrenamiento completa con comedores y dormitorios para los nuevos Schutzmannschaften reclutados de los campos de prisioneros de guerra para el servicio con la Alemania nazi en el territorio del Gobierno General. El Hauptsturmführer Karl Streibel y sus oficiales solían inducir a hombres ucranianos, letones y lituanos que ya están familiarizados con las armas de fuego a tomar la iniciativa por su propia voluntad. Un total de 5.082 hombres fueron preparados en Trawniki para el servicio en los batallones alemanes Sonderdienst antes de finales de 1944, frente al campamento judío separado por una cerca interior.
Aunque la mayoría de los hombres de Trawniki (o Hiwis) provenían de los prisioneros de guerra de etnia ucraniana, también había Volksdeutsche de Europa del Este entre ellos, valorados por su habilidad para hablar ucraniano, ruso, polaco y otros idiomas de los territorios ocupados. Se convirtieron en los únicos comandantes de escuadrón. Los hombres de Trawniki tomaron parte importante en la Operación Reinhard, el plan nazi para exterminar judíos polacos y extranjeros. Sirvieron en campos de exterminio y jugaron un papel importante en la aniquilación del Levantamiento del gueto de Varsovia (ver el Informe Stroop) y el Levantamiento del gueto de Białystok, entre otras insurgencias.

## Liquidación del campo, 3 de noviembre de 1943
Los judíos de KL Lublin pensaron que nada peor podría suceder porque su trabajo se necesitaba con urgencia. A fines de octubre, se ordenó a toda la fuerza laboral esclava de KL Lublin / Majdanek, incluidos los prisioneros judíos del campo de concentración de Trawniki, que comenzaran la construcción de trincheras antitanque. No se dieron cuenta de su verdadero propósito. Las masacres, más tarde asumidas como venganza por la derrota alemana en Stalingrado, fueron establecidas por Christian Wirth para el 3 de noviembre de 1943 bajo el nombre en clave de Aktion Erntefest. simultáneamente en los subcampos de Majdanek, Trawniki, Poniatowa, Budzyn, Kraśnik, Puławy y Lipowa. Los cuerpos de los judíos disparados en las zanjas uno por uno por hombres Trawniki ayudados por el Batallón 101 fueron incinerados más tarde por un Sonderkommando de Milejów que fue ejecutado en el sitio al finalizar su tarea a fines de 1943.
La Aktion Erntefest, con aproximadamente 43,000 víctimas, fue la masacre de judíos más grande en toda la guerra. Sobrepasó la notoria masacre de más de 33,000 judíos en Babi Yar, a las afueras de Kiev, por 10,000 víctimas. El campo de entrenamiento de Trawniki fue desmantelado en julio de 1944 debido a la proximidad de la primera línea. Los últimos 1,000 Hiwis que formaban el batallón SS Battalion Streibel liderado por el propio Karl Streibel, fueron transportados al oeste para continuar con el trabajo sucio en los campos de exterminio que aún funcionaban. Los soviéticos entraron en las instalaciones completamente vacías el 23 de julio de 1944. Después de la guerra, capturaron y procesaron a cientos, posiblemente hasta mil "Hiwis", que regresaron a su hogar en la URSS. La mayoría fueron condenados al gulag y liberados bajo la amnistía de Khrushchev de 1955.
El número de Hiwis juzgados en Occidente fue muy pequeño en comparación. Seis acusados fueron absueltos de todos los cargos y puestos en libertad por un tribunal de Alemania Occidental en Hamburgo en 1976, incluido el comandante Streibel. Los hombres de Trawniki detenidos en la Unión Soviética fueron acusados de traición (no de los fusilamientos) y, por lo tanto, fueron "culpables de alistamiento" desde el inicio de los procedimientos judiciales. En los Estados Unidos, unos 16 exguardias Hiwi fueron desnaturalizados, algunos de los cuales eran muy viejos.

### Intentos fallidos de reclutamiento
En enero de 1943, la SS Germanische Leitstelle en la Zakopane ocupada en el corazón de las montañas Tatra se embarcó en una campaña de reclutamiento con la idea de formar una nueva división de montaña de Waffen-SS. Unos 200 jóvenes Goralenvolk se inscribieron. Mientras se les ofreció un suministro ilimitado de alcohol. Abordaron un tren de pasajeros a Trawniki, pero la mayoría dejó el tren en Maków Podhalański una vez que ya estaban sobrios. Solo doce hombres llegaron a Trawniki. En la primera oportunidad se metieron en una gran pelea con los ucranianos, causando estragos. Fueron arrestados y enviados lejos. Toda la idea fue abandonada como imposible por SS-Obergruppenführer Krüger en la Cracovia ocupada por una carta oficial del 5 de abril de 1943. El fracaso contribuyó inevitablemente a su destitución el 9 de noviembre de 1943 por el gobernador general Hans Frank. Krüger se suicidó en la Alta Austria dos años después.